# Totale mesorektale Exzision
Totale mesorektale Exzision (TME) ist ein standardisiertes chirurgisches Operationsverfahren zur kontinenzerhaltenden Behandlung von Krebserkrankungen des Enddarmes (Rektum), des kolorektalen Karzinoms.
Die Methode hat in den letzten 20 Jahren die Rezidivrate nach Operationen des Rektumkarzinomes erheblich reduziert. Weiterhin reduziert die Operationstechnik Störungen der Blasen- und Sexualfunktion, da die lokalen autonomen Nervengeflechte des Beckens erhalten bleiben. In der aktuellen S3-Leitlinie ist die TME das empfohlene Verfahren bei Tumoren des mittleren und unteren Rektumdrittels.
Der britische Chirurg R. J. „Bill“ Heald, der Entwickler der totalen mesorektalen Exzision, entdeckte bei der Resektion von Rektumkarzinomen, dass häufig das Fettgewebe (Mesorektum) zwischen Rektum und Kreuzbein mit Metastasen durchsetzt ist. Auf Basis dieses Wissens wird bei der TME das gesamte Fettgewebe und Lymphgewebe entfernt, um Lokalrezidiven vorzubeugen.